# 高知県第1区
高知県第1区（こうちけんだい1く）は、日本の衆議院における選挙区。1994年の公職選挙法改正で設置。

## 区域

### 現在の区域
2013年（平成25年）公職選挙法改正以降の区域は以下のとおりである。2013年に3区の廃止に伴って区割りが大きく変更された。
- 高知市の一部（上街・高知街・南街・北街・下知・江ノ口・小高坂・旭街・三里・五台山・高須・布師田・一宮・秦・初月・大津・介良・鏡・土佐山の各大街の区域）[3]
  - 上町1〜5丁目、本丁筋、水通町、通町、唐人町、与力町、鷹匠町1・2丁目、本町1〜5丁目、升形、帯屋町1・2丁目、追手筋1・2丁目、廿代町、永国寺町、丸ノ内1・2丁目、中の島、九反田、菜園場町、農人町、城見町、堺町、南はりまや町1・2丁目、弘化台、桜井町1・2丁目、はりまや町1〜3丁目、宝永町、弥生町、丸池町、小倉町、東雲町、日の出町、知寄町1〜3丁目、青柳町、稲荷町、若松町、高埇、杉井流、北金田、南金田、札場、南御座、北御座、南川添、北川添、北久保、南久保、海老ノ丸、中宝永町、南宝永町、二葉町、入明町、洞ヶ島町、寿町、中水道、幸町、伊勢崎町、相模町、吉田町、愛宕町1〜4丁目、大川筋1・2丁目、駅前町、相生町、江陽町、北本町1〜4丁目、新本町1・2丁目、昭和町、和泉町、塩田町、比島町1〜4丁目、栄田町1〜3丁目、井口町、平和町、三ノ丸、宮前町、西町、大膳町、山ノ端町、桜馬場、城北町、北八反町、宝町、小津町、越前町1・2丁目、新屋敷1・2丁目、八反町1・2丁目、東城山町、城山町、東石立町、石立町、玉水町、縄手町、鏡川町、下島町、旭町1〜3丁目、赤石町、中須賀町、旭駅前町、元町、南元町、旭上町、水源町、本宮町、上本宮町、大谷、岩ヶ淵、鳥越、塚ノ原、西塚ノ原、長尾山町、旭天神町、佐々木町、北端町、山手町、横内、口細山、尾立、蓮台、福井町、福井扇町、福井東町、池、仁井田、種崎、十津1〜6丁目、吸江、五台山、屋頭、高須、葛島1〜4丁目、高須新町1〜4丁目、高須砂地、高須本町、高須新木、高須1〜3丁目、高須東町、高須西町、高須絶海、高須大谷、高須大島、布師田、一宮、薊野、重倉、久礼野、薊野西町1〜3丁目、薊野北町1〜4丁目、薊野東町、薊野中町、薊野南町、一宮西町1〜4丁目、一宮しなね1・2丁目、一宮南町1・2丁目、一宮中町1〜3丁目、一宮東町1〜5丁目、一宮徳谷、愛宕山、前里、東秦泉寺、中秦泉寺、三園町、西秦泉寺、北秦泉寺、宇津野、三谷、七ツ淵、加賀野井1・2丁目、愛宕山南町、秦南町1・2丁目、東久万、中久万、西久万、南久万、万々、中万々、南万々、柴巻、円行寺、一ツ橋町1・2丁目、みづき1〜3丁目、みづき山、大津甲、大津乙、介良甲、介良乙、介良丙、介良、潮見台1〜3丁目、鏡大河内、鏡小浜、鏡大利、鏡今井、鏡草峰、鏡白岩、鏡狩山、鏡吉原、鏡的渕、鏡去坂、鏡竹奈路、鏡敷ノ山、鏡柿ノ又、鏡横矢、鏡増原、鏡葛山、鏡梅ノ木、鏡小山、土佐山菖蒲、土佐山西川、土佐山梶谷、土佐山、土佐山高川、土佐山桑尾、土佐山都網、土佐山弘瀬、土佐山東川、土佐山中切[4]
- 室戸市
- 安芸市
- 南国市
- 香南市
- 香美市
- 安芸郡
- 長岡郡
- 土佐郡

### 2002年から2013年までの区域
2002年（平成14年）公職選挙法改正から2013年の小選挙区改定までの区域は以下のとおりである。2002年の区割り変更において2区との間に一部境界の変更がある。
- 高知市の一部（上街・高知街・南街・北街・下知・江ノ口・小高坂・旭街・高須・布師田・一宮・秦・初月・大津・潮江・朝倉・鴨田の各大街の区域）[3]
  - 上町1〜5丁目、本丁筋、水通町、通町、唐人町、与力町、鷹匠町1・2丁目、本町1〜5丁目、升形、帯屋町1・2丁目、追手筋1・2丁目、廿代町、永国寺町、丸ノ内1・2丁目、中の島、九反田、菜園場町、農人町、城見町、堺町、南はりまや町1・2丁目、弘化台、桜井町1・2丁目、はりまや町1〜3丁目、宝永町、弥生町、丸池町、小倉町、東雲町、日の出町、知寄町1〜3丁目、青柳町、稲荷町、若松町、高埆、杉井流、北金田、南金田、札場、南御座、北御座、南川添、北川添、北久保、南久保、海老ノ丸、中宝永町、南宝永町、二葉町、入明町、洞ケ島町、寿町、中水道、幸町、伊勢崎町、相模町、吉田町、愛宕町1〜4丁目、大川筋1・2丁目、駅前町、相生町、江陽町、北本町1〜4丁目、栄田町、新本町1・2丁目、昭和町、和泉町、塩田町、比島町1〜4丁目、井口町、平和町、三ノ丸、宮前町、西町、大膳町、山ノ端町、桜馬場、城北町、北八反町、宝町、小津町、越前町1・2丁目、新屋敷1・2丁目、八反町1・2丁目、東城山町、城山町、東石立町、石立町、玉水町、縄手町、鏡川町、下島町、旭町1〜3丁目、赤石町、中須賀町、旭駅前町、元町、南元町、旭上町、水源町、本宮町、上本宮町、大谷、岩ケ淵、鳥越、塚ノ原、西塚ノ原、長尾山町、旭天神町、佐々木町、北端町、山手町、横内、口細山、尾立、蓮台、福井町、福井扇町、福井東町、土居町、役知町、潮新町1・2丁目、仲田町、北新田町、新田町、南新田町、梅ノ辻、桟橋通1〜6丁目、天神町、筆山町、塩屋崎町1・2丁目、百石町1〜4丁目、南ノ丸町、南竹島町、竹島町、北竹島町、北高見町、高見町、六泉寺町、孕東町、孕西町、深谷町、南中山、北中山、幸崎、小石木町、大原町、河ノ瀬町、南河ノ瀬町、萩町1・2丁目、高須、葛島1〜4丁目、高須新町1〜4丁目、布師田、一宮、薊野、重倉、久礼野、愛宕山、前里、東秦泉寺、中秦泉寺、三園町、西秦泉寺、北秦泉寺、宇津野、三谷、七ツ淵、加賀野井1・2丁目、愛宕山南町、秦南町1・2丁目、東久万、中久万、西久万、南久万、万々、中万々、南万々、柴巻、円行寺、一ツ橋町1・2丁目、みづき1〜3丁目、みづき山、朝倉甲、朝倉乙、朝倉丙、朝倉丁、朝倉戊、朝倉己、宗安寺、行川、針原、上里、領家、唐岩、曙町1・2丁目、朝倉本町1・2丁目、若草町、若草南町、鵜来巣、槙山町、針木東町、大谷公園町、朝倉南町、朝倉横町、朝倉東町、朝倉西町1・2丁目、針木北1・2丁目、針木本町、針木南、針木西、鴨部、神田、鴨部高町、鴨部上町、鴨部1〜3丁目、大津甲、大津乙

### 2002年以前の区域
1994年（平成6年）公職選挙法改正から2002年の小選挙区改定までの区域は以下のとおりである。
- 高知市
  - 本庁管内
  - 初月・秦・朝倉・鴨田・一宮・布師田・五台山・三里・浦戸・御畳瀬・長浜の各支所管内

## 歴史

### 3区体制時代(1994-2013)
高知県に3選挙区が割り当てられていた時代は、大まかに県中央部（高知市の大半）を1区、県東部を2区、県西部を3区に区分けしていた。
元々有権者数が少ない上に投票率も低い傾向にあり、また3人以上の有力候補が対決する構図が頻繁に見られたことから激戦区としても知られていた。そのため票が割れ、小選挙区当選者の得票が毎回のように全国1、2位の低得票となっていた。
第41回では京都3区の寺前巌と並び日本共産党の山原健二郎が選挙区で議席を獲得した（共産党はこれ以後、第47回の沖縄1区で赤嶺政賢が当選するまで選挙区で議席を獲得できなかった）。山原に2,132票差で敗れた民主党の五島正規も比例で復活となった。第42回～第46回は自由民主党の福井照が連勝を重ねたが、五島も第44回まで毎回票差7,000以内で食い下がり比例復活当選を続けた。その後五島は不祥事により議員辞職を余儀なくされ、第45回では民主党の公認候補も交代となる中、元内閣総理大臣・橋本龍太郎の実弟で高知県知事を退任したばかりの橋本大二郎が保守系無所属で立候補。保守分裂選挙となり自民党への逆風も吹く中で、福井が橋本大を4,742票差で破り辛うじて小選挙区の議席を守った。なお、民主党へ追い風は吹いていたものの初めて比例復活者のいない選挙となった（これ以降、毎回比例復活者は出ていない）。第46回では一転して民主党に逆風が吹く展開となり、福井が次点の民主党公認候補に約1万8000票の差を付けて5選。ここまで毎回接戦続きの中、初めて大差のつく選挙となった。

### 2区体制時代(2013ｰ)
2013年の公職選挙法改正に伴う定数削減によって3区が廃止されて2選挙区となり、県内を東西に分割する方式をとった。旧1区が半分に分割され、旧2区と合併した東半分が新1区、旧3区と合併した西半分が新2区となる。当時選出枠を独占していた自由民主党の候補者選定もこれに従い、第47回以降は旧2区の中谷元が新1区、旧3区の山本有二が新2区にそれぞれ横滑りし、旧1区で連勝していた福井は比例四国ブロックに転出した（なお第49回では山本も比例四国ブロックの単独立候補となり、新2区には前高知県知事の尾﨑正直が出馬した）。新1区移行後は、中谷が他候補に比例復活を許さない磐石の選挙地盤で当選し続けている。なお福井は47・48回では比例順位が優遇され当選したが、49回では順位が選挙区との重複立候補者より下位となった影響で落選となった。

## 小選挙区選出議員
| 選挙名                 | 年                 | 当選者     | 党派       | 備考   |
| ---------------------- | ------------------ | ---------- | ---------- | ------ |
| 第41回衆議院議員総選挙 | 1996年（平成8年）  | 山原健二郎 | 日本共産党 | 旧区域 |
| 第42回衆議院議員総選挙 | 2000年（平成12年） | 福井照     | 自由民主党 | 旧区域 |
| 第43回衆議院議員総選挙 | 2003年（平成15年） | 福井照     | 自由民主党 | 旧区域 |
| 第44回衆議院議員総選挙 | 2005年（平成17年） | 福井照     | 自由民主党 | 旧区域 |
| 第45回衆議院議員総選挙 | 2009年（平成22年） | 福井照     | 自由民主党 | 旧区域 |
| 第46回衆議院議員総選挙 | 2012年（平成24年） | 福井照     | 自由民主党 | 旧区域 |
| 第47回衆議院議員総選挙 | 2014年（平成26年） | 中谷元     | 自由民主党 |        |
| 第48回衆議院議員総選挙 | 2017年（平成29年） | 中谷元     | 自由民主党 |        |
| 第49回衆議院議員総選挙 | 2021年（令和3年）  | 中谷元     | 自由民主党 |        |
| 第50回衆議院議員総選挙 | 2024年（令和6年）  | 中谷元     | 自由民主党 |        |

## 選挙結果
時の内閣：第1次石破内閣 解散日：2024年10月9日 公示日：2024年10月15日
当日有権者数：30万1199人 最終投票率：49.59%（前回比：3.91%） （全国投票率：53.85%（2.08%））
| 当落 | 候補者名 | 年齢 | 所属党派   | 新旧 | 得票数   | 得票率 | 惜敗率 | 推薦・支持 | 重複 |
| ---- | -------- | ---- | ---------- | ---- | -------- | ------ | ------ | ---------- | ---- |
| 当   | 中谷元   | 67   | 自由民主党 | 前   | 89,110票 | 61.51% | ――     | 公明党推薦 | ○    |
|      | 武内則男 | 66   | 立憲民主党 | 元   | 55,750票 | 38.49% | 62.56% |            | ○    |

時の内閣：第1次岸田内閣 解散日：2021年10月14日 公示日：2021年10月19日
当日有権者数：31万468人 最終投票率：53.50%（前回比：4.79%） （全国投票率：55.93%（2.25%））
| 当落 | 候補者名 | 年齢 | 所属党派                             | 新旧 | 得票数    | 得票率 | 惜敗率 | 推薦・支持 | 重複 |
| ---- | -------- | ---- | ------------------------------------ | ---- | --------- | ------ | ------ | ---------- | ---- |
| 当   | 中谷元   | 64   | 自由民主党                           | 前   | 104,837票 | 64.32% | ――     | 公明党推薦 | ○    |
|      | 武内則男 | 63   | 立憲民主党                           | 前   | 50,033票  | 30.70% | 47.72% |            | ○    |
|      | 中島康治 | 42   | NHKと裁判してる党 弁護士法72条違反で | 新   | 4,081票   | 2.50%  | 3.89%  |            | ○    |
|      | 川田永二 | 86   | 無所属                               | 新   | 4,036票   | 2.48%  | 3.85%  |            | ×    |

- 武内は第48回は比例単独で当選。

時の内閣：第3次安倍第3次改造内閣 解散日：2017年9月28日 公示日：2017年10月10日
当日有権者数：31万8871人 最終投票率：48.71%（前回比：0.31%） （全国投票率：53.68%（1.02%））
| 当落 | 候補者名 | 年齢 | 所属党派   | 新旧 | 得票数   | 得票率 | 惜敗率 | 推薦・支持 | 重複 |
| ---- | -------- | ---- | ---------- | ---- | -------- | ------ | ------ | ---------- | ---- |
| 当   | 中谷元   | 60   | 自由民主党 | 前   | 81,675票 | 53.59% | ――     | 公明党     | ○    |
|      | 大石宗   | 37   | 希望の党   | 新   | 45,190票 | 29.65% | 55.33% |            | ○    |
|      | 松本顕治 | 33   | 日本共産党 | 新   | 25,542票 | 16.76% | 31.27% | 社会民主党 |      |

- 大石は2019年高知県議会議員選挙に当選。当選後、自由民主党に入党。

時の内閣：第2次安倍改造内閣 解散日：2014年11月21日 公示日：2014年12月2日
当日有権者数：31万7217人 最終投票率：49.02%（前回比：1.20%） （全国投票率：52.66%（6.66%））
| 当落 | 候補者名 | 年齢 | 所属党派   | 新旧 | 得票数   | 得票率 | 惜敗率 | 推薦・支持 | 重複 |
| ---- | -------- | ---- | ---------- | ---- | -------- | ------ | ------ | ---------- | ---- |
| 当   | 中谷元   | 57   | 自由民主党 | 前   | 78,279票 | 51.94% | ――     |            | ○    |
|      | 大石宗   | 34   | 民主党     | 新   | 38,237票 | 25.37% | 48.85% |            | ○    |
|      | 春名直章 | 55   | 日本共産党 | 元   | 30,694票 | 20.37% | 39.21% |            | ○    |
|      | 藤島利久 | 52   | 無所属     | 新   | 3,505票  | 2.33%  | 4.48%  |            | ×    |

- 福井は第47回以降比例単独候補として当選。

時の内閣：野田第3次改造内閣 解散日：2012年11月16日 公示日：2012年12月4日
当日有権者数：21万3948人 最終投票率：50.22%（前回比：13.89%） （全国投票率：59.32%（9.96%））
| 当落 | 候補者名 | 年齢 | 所属党派     | 新旧 | 得票数   | 得票率 | 惜敗率 | 推薦・支持     | 重複 |
| ---- | -------- | ---- | ------------ | ---- | -------- | ------ | ------ | -------------- | ---- |
| 当   | 福井照   | 59   | 自由民主党   | 前   | 44,027票 | 41.98% | ――     | 公明党推薦     | ○    |
|      | 大石宗   | 32   | 民主党       | 新   | 25,944票 | 24.74% | 58.93% | 国民新党推薦   | ○    |
|      | 春名直章 | 53   | 日本共産党   | 元   | 18,562票 | 17.70% | 42.16% |                | ○    |
|      | 藤村慎也 | 35   | 日本維新の会 | 新   | 16,331票 | 15.57% | 37.09% | みんなの党推薦 | ○    |

時の内閣：麻生内閣 解散日：2009年7月21日 公示日：2009年8月18日 （全国投票率：69.28%（1.77%））
| 当落 | 候補者名   | 年齢 | 所属党派   | 新旧 | 得票数   | 得票率 | 惜敗率 | 推薦・支持 | 重複 |
| ---- | ---------- | ---- | ---------- | ---- | -------- | ------ | ------ | ---------- | ---- |
| 当   | 福井照     | 55   | 自由民主党 | 前   | 44,068票 | 32.53% | ――     |            | ○    |
|      | 橋本大二郎 | 62   | 無所属     | 新   | 39,326票 | 29.03% | 89.24% |            | ×    |
|      | 田村久美子 | 50   | 民主党     | 新   | 38,117票 | 28.14% | 86.50% |            | ○    |
|      | 春名直章   | 50   | 日本共産党 | 元   | 13,072票 | 9.65%  | 29.66% |            |      |
|      | 桃田妙子   | 49   | 幸福実現党 | 新   | 890票    | 0.66%  | 2.02%  |            |      |

- 田村は第43回・第44回は2区から立候補し、落選。

時の内閣：第2次小泉改造内閣 解散日：2005年8月8日 公示日：2005年8月30日 （全国投票率：67.51%（7.65%））
| 当落 | 候補者名 | 年齢 | 所属党派   | 新旧 | 得票数   | 得票率 | 惜敗率 | 推薦・支持 | 重複 |
| ---- | -------- | ---- | ---------- | ---- | -------- | ------ | ------ | ---------- | ---- |
| 当   | 福井照   | 51   | 自由民主党 | 前   | 53,754票 | 42.72% | ――     |            | ○    |
| 比当 | 五島正規 | 66   | 民主党     | 前   | 49,704票 | 39.50% | 92.47% |            | ○    |
|      | 春名直章 | 46   | 日本共産党 | 元   | 22,369票 | 17.78% | 41.61% |            | ○    |

- 五島は後に不祥事により議員辞職。春名は第41回（3区落選も比例復活）・第42回（比例単独）比例四国ブロックで当選。

時の内閣：第1次小泉第2次改造内閣 解散日：2003年10月10日 公示日：2003年10月28日 （全国投票率：59.86%（2.63%））
| 当落 | 候補者名 | 年齢 | 所属党派   | 新旧 | 得票数   | 得票率 | 惜敗率 | 推薦・支持 | 重複 |
| ---- | -------- | ---- | ---------- | ---- | -------- | ------ | ------ | ---------- | ---- |
| 当   | 福井照   | 49   | 自由民主党 | 前   | 43,232票 | 41.41% | ――     |            | ○    |
| 比当 | 五島正規 | 64   | 民主党     | 前   | 36,333票 | 34.80% | 84.04% |            | ○    |
|      | 梶原守光 | 66   | 日本共産党 | 新   | 20,302票 | 19.45% | 46.96% |            |      |
|      | 田井肇   | 69   | 社会民主党 | 新   | 4,531票  | 4.34%  | 10.48% |            | ○    |

時の内閣：第1次森内閣 解散日：2000年6月2日 公示日：2000年6月13日 （全国投票率：62.49%（2.84%））
| 当落 | 候補者名 | 年齢 | 所属党派   | 新旧 | 得票数   | 得票率 | 惜敗率 | 推薦・支持 | 重複 |
| ---- | -------- | ---- | ---------- | ---- | -------- | ------ | ------ | ---------- | ---- |
| 当   | 福井照   | 46   | 自由民主党 | 新   | 40,765票 | 30.98% | ――     |            | ○    |
| 比当 | 五島正規 | 61   | 民主党     | 前   | 33,883票 | 25.75% | 83.12% |            | ○    |
|      | 石田祝稔 | 48   | 公明党     | 元   | 32,687票 | 24.84% | 80.18% |            | ○    |
|      | 浦田宣昭 | 58   | 日本共産党 | 新   | 24,241票 | 18.42% | 59.47% |            |      |

- 石田は第43回以降比例単独候補として当選。

時の内閣：第1次橋本内閣 解散日：1996年9月27日 公示日：1996年10月8日 （全国投票率：59.65%（8.11%））
| 当落 | 候補者名   | 年齢 | 所属党派   | 新旧 | 得票数   | 得票率 | 惜敗率 | 推薦・支持     | 重複 |
| ---- | ---------- | ---- | ---------- | ---- | -------- | ------ | ------ | -------------- | ---- |
| 当   | 山原健二郎 | 76   | 日本共産党 | 前   | 33,523票 | 28.57% | ――     |                | ○    |
| 比当 | 五島正規   | 57   | 民主党     | 前   | 31,391票 | 26.75% | 93.64% | 自由民主党推薦 | ○    |
|      | 石田祝稔   | 45   | 新進党     | 前   | 30,281票 | 25.80% | 90.33% |                |      |
|      | 谷相勝二   | 53   | 無所属     | 新   | 21,480票 | 18.30% | 64.08% |                | ×    |
|      | 横田達雄   | 75   | 無所属     | 新   | 678票    | 0.58%  | 2.02%  |                | ×    |